# Susana Vallejo
Susana Vallejo Chavarino (Madrid, 1968) es una escritora en lengua castellana, especializada en fantasía y ciencia ficción. Ha sido finalista de los premios Jaén de Alfaguara, el Edebé de literatura juvenil en 2007, el premio Internacional de Ciencia Ficción y Literatura fantástica de ediciones Minotauro en 2008 y 2013. En 2010 ganó los premios Ictineu en las categorías de mejor relato y de mejor novela traducidos al catalán por Un reflejo en la mirada y Porta Coeli II: Cosecha negra; en 2011 volvió a ganarlo con su obra Porta Coeli IV, La llave del secreto. En 2011 ganó el premio Edebé de Literatura Juvenil con El espíritu del último verano.

## Biografía
Nacida en mayo de 1968 en Madrid, creció en los barrios de Las Águilas y Carabanchel, hecho del que afirma sentirse orgullosa y deudora, pues considera que es quien es actualmente, en buena parte, como consecuencia de su infancia y adolescencia en aquellos barrios. Estudió en el colegio de Nuestra Señora de Las Escuelas Pías y, más adelante, ingresó en la Universidad Complutense de Madrid para estudiar Publicidad y Relaciones Públicas, como forma de resolver la duda entre Bellas Artes y Empresariales.
A los 26 años, después de trabajar en la librería FNAC de la tienda de Callao durante el montaje de la misma, se mudó a Barcelona, donde reside desde entonces. 
Desde el año 2000 trabaja en una multinacional en el área de la Comunicación, compatibilizando la vida laboral con la familiar y dedicándose a lo que más le gusta: "escribir y contar historias". Ha sido finalista de importantes premios, como el Premio Jaén o el Premio Edebé de literatura juvenil en 2007, y del Premio Internacional de Ciencia Ficción y Literatura Fantástica de ediciones Minotauro en 2008.

## Obras
A finales de 2008 publicó su primera novela, La orden de Santa Ceclina. La obra, que se publicó tanto en castellano como en su traducción catalana, es la primera parte de la tetralogía Porta Coeli. Se trata de una novela de fantasía ambientada en la Baja Edad Media ibérica, con un fuerte componente realista. A pesar de estar editada bajo la etiqueta de juvenil, se trata de una obra con claras lecturas adultas, especialmente en torno al papel de Dios: su existencia y la necesidad de la misma, las implicaciones de la ausencia de una divinidad , o la sustitución de ésta por la ciencia y la lógica, entre otros. El pensamiento filosófico desde Tomás de Aquino hasta Unamuno, pasando por Nietzsche o Kant están presentes en su obra de una manera o de otra. La misma autora ha reconocido en más de una ocasión la influencia de El nombre de la rosa, de Umberto Eco, especialmente en el personaje de Bernardo.
Coincidiendo con el Día de San Jorge de 2009 se publicaron dos novelas nuevas: Cosecha negra y Switch in the red. La primera es la continuación de Porta Coeli, pero cabe decir que no es una continuación habitual, ya que los personajes no son los mismos (si bien hay algunos personajes que reaparecen como secundarios). Ha sido publicada también en castellano y en su traducción catalana.
Switch in the red es una novela de ciencia ficción para adultos, ambientada en la Barcelona de un futuro cercano y distópico no muy diferente de nuestro presente. Con un fuerte componente de género negro, se trata de una obra muy crítica con la sociedad de inicios del tercer milenio. Esta obra fue finalista del Premio Minotauro de ciencia ficción y literatura fantástica.
En octubre de 2009 se publicó la tercera parte de Porta Coeli, titulada El principio del fin, que está ambientada, a diferencia de las dos anteriores, en el presente. Curiosamente, a pesar de ser el tercer volumen fue el primero en ser escrito. 
La saga concluyó con la publicación, de nuevo el día de San Jorge, esta vez de 2010, del cuarto volumen: La clave del secreto. En esta ocasión la acción transcurre en un futuro próximo, y la tetralogía que había comenzado como una fantasía medieval termina convertida en ciencia ficción.
En 2011 ganó el Premio Edebé en la categoría de literatura juvenil con la novela El espíritu del último verano, que fue publicada en las cuatro lenguas oficiales del estado español y está pendiente de publicarse en Brasil en portugués. Se trata de una historia sobre los paraísos perdidos que combina una trama en el presente y otra en el pasado del protagonista y narrador.
En marzo de 2013 publicó con la editorial Plaza & Janés, del grupo Penguin Random House, la novela Calle Berlín, 109. Se trata de una obra que la autora define como una mezcla entre Rue del Percebe, 13 y el género negro, y que tiene como referentes las películas La Comunidad, de Álex de la Iglesia; Misterioso asesinato en Manhattan, de Woody Allen; y La ventana indiscreta, de Alfred Hitchcock. Ambientada en Barcelona, se presenta como una obra que pretende reflejar la realidad social del Ensanche. Como en casos anteriores, la novela sale en el original castellano y en su traducción al catalán.
En septiembre de 2013, esta vez con la editorial Hidra, publicó una novela juvenil titulada Entre dimensiones. Se trata de una novela de "elige tu aventura", escrita en segunda persona. El lector va tomando decisiones y con cada una va configurando la lectura, pasando de una página o a otra según lo elija y llegando a finales diferentes. se publicó primero la edición en castellano, y en 2015 la traducción al catalán. La autora afirma que se trata de un homenaje a la serie de televisión Doctor Who.
En mayo de 2014 publicó El móvil que guardaba en su interior el secreto de la chica de la camisa de color naranja con Ediciones B, sólo en edición castellana. Se trata en esta ocasión de una obra humorística sobre la corrupción. La autora ha afirmado en alguna presentación que tuvo que cambiar elementos de la trama, porque la realidad los iba superando.
El día de San Jorge de 2015 se publicó Madre de dragones en la editorial Timun Mas, del Grupo Planeta. Es su primera obra de no ficción, una recopilación de consejos para madres frikis en la línea de Yo soy tu padre, de Jorge Vesterra, y no ha habido edición en catalán. En relación con este libro creó un canal de Youtube en el que da consejos.
En septiembre del mismo año publicó una nueva novela juvenil, El misterio de Arlene, con la editorial Diquesí. La obra sólo ha salido en castellano, y aunque tiene una trama central autoconclusiva también es el comienzo de un arco argumental que sigue en otras novelas. El misterio de Arlene sería así la apertura de la serie Tres amigos y un fantasma. La segunda parte, Reencuentro con el pasado, se publicó al año siguiente, y la conclusión de la trilogía salió en septiembre de 2017.
En febrero de 2020 publicó la novela juvenil Irlanda sin ti, escrita a cuatro manos con la escritora Sofía Rhei. La novela fue finalista del Premio Edebé 2018, y ha sido publicada precisamente por esa editorial. También coincidió con Rhei en la antología Insólitas, que recogía relatos de 28 autoras en castellano tanto de España como de América Latina.